# David Platt (Fußballspieler)
David Andrew Platt (* 10. Juni 1966 in Chadderton (Lancashire), England) ist ein ehemaliger englischer Fußballspieler und heutiger -trainer.
Während seiner aktiven Zeit war er als sehr emsiger und kompletter Mittelfeldspieler mit einer außergewöhnlich großen Torgefährlichkeit bekannt.

## Karriere
Platt wurde als Jugendspieler von Manchester United aussortiert und schloss sich dann dem niederklassigen Verein Crewe Alexandra an, bei dem er sich den Ruf eines laufstarken Mittelfeldspielers mit großem Tordrang erarbeitete. Als dann einige Spitzenvereine an seiner Verpflichtung interessiert waren, entschied Platt sich letztlich für einen Wechsel nach Birmingham zu Aston Villa.
Nachdem Platt sich schnell im englischen Erstligafußball eingewöhnt hatte, wurde er erstmals von Nationaltrainer Bobby Robson in einem Länderspiel für England eingesetzt, als das Team 1989 Italien gegenüberstand. Trotz seiner geringen Anzahl von Einsätzen in der Nationalmannschaft wurde er aufgrund seiner Vielseitigkeit und Verlässlichkeit für die kommende Weltmeisterschaft in Italien nominiert.
Platt spielte in allen drei Gruppenpartien des Turniers und wurde in der Verlängerung des Achtelfinalspiels gegen Belgien eingewechselt. Dort gelang ihm dann mit einem Volleyschuss in der letzten Minute ein spektakuläres und entscheidendes Tor, das gleichzeitig sein erstes für England war und sicherstellte, dass das Team in das Viertelfinale einziehen konnte.
Da der Mannschaftskapitän Bryan Robson verletzungsbedingt ausfiel, spielte Platt als sein Ersatzmann auch im Viertelfinale gegen Kamerun und schoss bei dem 3:2-Sieg das erste Tor der Begegnung. Auch im Halbfinale gegen Deutschland, das erst im Elfmeterschießen entschieden wurde, war Platt Teil der Mannschaft. Nachdem die Partie nach 90 und 120 Minuten mit 1:1 geendet hatte, verwandelte Platt den dritten Elfmeter für England. Die beiden nächsten englischen Elfmeter wurden jedoch verschossen, so dass England aus dem Turnier ausschied. Platt verabschiedete sich von der Weltmeisterschaft mit einem dritten Tor, als England im Spiel um den dritten Platz der Mannschaft aus Italien mit 1:2 unterlag.
Der Medienrummel um Paul Gascoigne nach dem Turnier sorgte dafür, dass Platts Leistung nicht ebenso überbewertet wurde, so dass er sich wieder ruhig seiner Kapitänsaufgabe bei Aston Villa widmen konnte. Seinen Startplatz in der Nationalmannschaft behielt er fortan, zumal das Team nun von dem früheren Trainer von Aston Villa, Graham Taylor, betreut wurde.
Platt war in den frühen 1990er-Jahren der beständigste Akteur in den Reihen Englands, schoss dabei regelmäßig Tore und bewies damit seine Führungsqualitäten. Häufig war er Kapitän der Mannschaft, obwohl diese Rolle zu dieser Zeit auch von Tony Adams übernommen wurde, der jedoch häufig verletzt war und auch nicht dauerhaft dafür vorgesehen war.
Bei der EM 1992 in Schweden, als England in keinem der drei Gruppenspiele gewinnen konnte und aus dem Turnier vorzeitig ausschied, schoss Platt das einzige englische Tor bei der 1:2-Niederlage gegen Schweden. Die Mannschaft konnte sich anschließend nicht für die WM 1994 in den USA qualifizieren, was den Rücktritt von Taylor zur Folge hatte. Sein Nachfolger, Terry Venables, hielt an Platt fest, der dann in der neuen Ära auch das erste Tor erzielte. Als sich die EM 1996 im eigenen Land näherte, fand sich Platt jedoch häufiger auf der Ersatzbank wieder, da Paul Ince und Gascoigne die möglichen Positionen für Platt blockierten und Adams die Kapitänsrolle übernahm.
Platt wurde in den meisten Spielen der Europameisterschaft eingewechselt und war aufgrund einer Sperre für Ince in der Startelf während des Viertelfinalspiels gegen Spanien. Im Halbfinale erzielte er wieder ein Tor im Elfmeterschießen, wo er jedoch wieder, wie bereits sechs Jahre zuvor, den Platz als Verlierer verließ. Platt zog sich danach aus der Nationalmannschaft nach 62 Länderspielen (13 als Kapitän) und 27 Toren zurück.
Während seiner Vereinskarriere führte Platts Weg 1991 nach Italien, wo er für die Vereine AS Bari, Juventus Turin und Sampdoria Genua spielte und dabei stets Ablösesummen von mehreren Millionen kostete. Für den FC Arsenal kehrte er dann 1995 nach England zurück und errang dort die ersten nationalen Titel seiner Karriere, als er 1998 mit Arsenal sowohl die Premier League als auch den FA Cup gewann.
Er verließ Arsenal danach und wurde im Dezember 1998 Trainer bei Sampdoria Genua. Da er nicht über die nötige Trainerlizenz verfügte, um einen Verein in der Serie A zu betreuen, fungierte er dort als Teamchef, während zur Umgehung der Regularien Giorgio Veneri als Assistent engagiert wurde, was in der italienischen Öffentlichkeit kritisiert wurde. Nachdem die Mannschaft auf den vorletzten Tabellenplatz zurückgefallen war, trat Platt nach nur sechs Spielen bereits Anfang Februar 1999 wieder zurück. Im Sommer 1999 wurde Platt Spielertrainer beim Zweitliga-Absteiger Nottingham Forest. Er trainierte das Team zwei Jahre lang, hatte dort jedoch keinen Erfolg und sorgte durch teure Spieler, die die Mannschaft qualitativ nicht verbessern konnten, mit dafür, dass der Verein einen hohen Schuldenberg aufbaute. Platt hatte zudem Meinungsverschiedenheiten mit vielen langjährigen Spielern des Vereins, was dazu führte, dass die Spieler zunächst aus der Startelf entfernt wurden und dann die Freigabe des Vereins erhielten.
Platt wurde Trainer der englischen U21-Nationalmannschaft und hatte auch hier wechselhaften Erfolg. Mit der Mannschaft konnte er sich für die U21-Europameisterschaft 2002 qualifizieren, schied dort jedoch nach der Gruppenphase aus. Für die anschließende Europameisterschaft zwei Jahre später konnte sich das Team nicht mehr qualifizieren, woraufhin er 2004 von Peter Taylor als Trainer abgelöst wurde.
Am 1. Juli 2010 wurde er von Manchester City als Teil des Trainerstabs um Roberto Mancini vorgestellt. Nach Mancinis Abgang verließ auch Platt 2013 den Verein wieder.
Im Mai 2015 übernahm Platt den indischen Erstligisten FC Pune City als Cheftrainer. Nachdem er die Saison zum Jahresende als Vorletzter der Tabelle abgeschlossen hatte, beendete der Verein die Zusammenarbeit.

## Erfolge
- Englischer Meister: 1998
- FA-Cup-Sieger: 1998